# Élections législatives de 1981 dans le Rhône
Les élections législatives françaises de 1981 dans le Rhône se déroulent les 14 et 21 juin 1981.

## Élus
| Circonscription | Député sortant                          | Parti | Parti         | Député élu ou réélu   | Parti | Parti    |
| --------------- | --------------------------------------- | ----- | ------------- | --------------------- | ----- | -------- |
| 1re             | René Caille                             |       | RPR           | Marie-Thérèse Patrat  |       | PS       |
| 2e              | Roger Fenech                            |       | UDF (CDS)     | Gérard Collomb        |       | PS       |
| 3e              | Michel Noir                             |       | RPR           | Michel Noir           |       | RPR      |
| 4e              | Jean Baridon suppléant de Raymond Barre |       | Divers droite | Raymond Barre         |       | app. UDF |
| 5e              | Pierre-Bernard Cousté                   |       | app. RPR      | Pierre-Bernard Cousté |       | app. RPR |
| 6e              | Charles Hernu                           |       | PS            | Charles Hernu         |       | PS       |
| 7e              | Frédéric Dugoujon                       |       | UDF (CDS)     | Jean Rigaud           |       | UDF (AD) |
| 8e              | Emmanuel Hamel                          |       | UDF (PR)      | Emmanuel Hamel        |       | UDF (PR) |
| 9e              | Alain Mayoud                            |       | UDF (PR)      | Alain Mayoud          |       | UDF (PR) |
| 10e             | Francisque Perrut                       |       | UDF (PR)      | Francisque Perrut     |       | UDF (PR) |
| 11e             | Marcel Houël                            |       | PCF           | Marie-Josèphe Sublet  |       | PS       |
| 12e             | Xavier Hamelin                          |       | RPR           | Roland Bernard        |       | PS       |
| 13e             | Jean Poperen                            |       | PS            | Jean Poperen          |       | PS       |

## Positionnement des partis
La majorité sortante UDF-RPR-CNIP se présente sous le sigle « Union pour la nouvelle majorité », le Parti socialiste unifié sous l'étiquette « Alternative 81 ». Quant aux écologistes proches de Brice Lalonde, ex-candidat à la présidentielle, ils se réunissent sous la bannière « Aujourd'hui l'écologie ».

## Résultats

### Résultats à l'échelle du département
| Parti          | Parti                                            | Premier tour | Premier tour | Second tour | Second tour | Sièges |
| Parti          | Parti                                            | Voix         | %            | Voix        | %           | Sièges |
| -------------- | ------------------------------------------------ | ------------ | ------------ | ----------- | ----------- | ------ |
|                | Parti socialiste                                 | 196 339      | 35,31        | 190 551     | 55,54       | 6      |
|                | Parti communiste français                        | 75 273       | 13,54        | Retrait     | Retrait     | 0      |
|                | Mouvement des radicaux de gauche                 | 6 822        | 1,23         |             |             | 0      |
|                | Majorité présidentielle                          | 278 434      | 50,08        | 190 551     | 55,54       | 6      |
|                |                                                  |              |              |             |             |        |
|                | Union pour la démocratie française               | 145 991      | 26,26        | 56 056      | 16,34       | 5      |
|                | Rassemblement pour la République                 | 97 724       | 17,58        | 96 508      | 28,13       | 2      |
|                | Divers droite                                    | 9 824        | 1,77         |             |             | 0      |
|                | Mouvement des démocrates                         | 535          | 0,10         | 0           |             |        |
|                | Union pour la nouvelle majorité                  | 254 074      | 45,70        | 152 564     | 44,46       | 7      |
|                |                                                  |              |              |             |             |        |
|                | Divers écologiste (dont Aujourd'hui l'écologie)  | 10 671       | 1,92         |             |             | 0      |
|                | Parti socialiste unifié                          | 5 382        | 0,97         | 0           |             |        |
|                | Extrême gauche (dont LO et LCR)                  | 4 475        | 0,80         | 0           |             |        |
|                | Parti républicain, radical et radical-socialiste | 1 255        | 0,23         | 0           |             |        |
|                | Extrême droite                                   | 1 016        | 0,18         | 0           |             |        |
|                | Divers gauche (dont Pour une gauche nouvelle)    | 685          | 0,12         | 0           |             |        |
|                |                                                  |              |              |             |             |        |
| Inscrits       | Inscrits                                         | 849 829      | 100,00       | 500 812     | 100,00      | 13     |
| Abstentions    | Abstentions                                      | 286 795      | 33,75        | 152 574     | 30,47       |        |
| Votants        | Votants                                          | 563 034      | 66,25        | 348 238     | 69,53       |        |
| Blancs et nuls | Blancs et nuls                                   | 7 042        | 1,25         | 5 123       | 1,47        |        |
| Exprimés       | Exprimés                                         | 555 992      | 98,75        | 343 115     | 98,53       |        |

### Résultats par circonscription
| Aller aux résultats d'une circonscription                           |
| ------------------------------------------------------------------- |
| 1re • 2e • 3e • 4e • 5e • 6e • 7e • 8e • 9e • 10e • 11e • 12e • 13e |

#### Première circonscription (Lyon, Bellecour - Montchat)
| Candidat       | Candidat                  | Parti             | Premier tour | Premier tour | Second tour | Second tour |  |
| Candidat       | Candidat                  | Parti             | Voix         | %            | Voix        | %           |  |
| -------------- | ------------------------- | ----------------- | ------------ | ------------ | ----------- | ----------- |  |
|                | René Caille sortant       | RPR (UNM)         | 16 854       | 42,80        | 19 910      | 47,16       |  |
|                | Marie-Thérèse Patrat élue | PS                | 10 858       | 27,58        | 22 305      | 52,84       |  |
|                | René Chevailler           | PCF               | 8 585        | 21,80        | Retrait     | Retrait     |  |
|                | Émile Vasquez             | Radsoc            | 1 255        | 3,19         |             |             |  |
|                | Jean-Paul Michaud         | Divers écologiste | 1 251        | 3,18         |             |             |  |
|                | Marie-Christine Pernin    | LO                | 252          | 0,64         |             |             |  |
|                | Pierre Ruffier            | Divers gauche     | 167          | 0,42         |             |             |  |
|                | Bernard Fanjat            | LCR               | 153          | 0,39         |             |             |  |
|                |                           |                   |              |              |             |             |  |
| Inscrits       | Inscrits                  | Inscrits          | 62 411       | 100,00       | 62 411      | 100,00      |  |
| Abstentions    | Abstentions               | Abstentions       | 22 743       | 36,44        | 19 718      | 31,59       |  |
| Votants        | Votants                   | Votants           | 39 668       | 63,56        | 42 693      | 68,41       |  |
| Blancs et nuls | Blancs et nuls            | Blancs et nuls    | 293          | 0,74         | 478         | 1,12        |  |
| Exprimés       | Exprimés                  | Exprimés          | 39 375       | 99,26        | 42 215      | 98,88       |  |

#### Deuxième circonscription (Lyon, Vieux Lyon - Fourvière - Les Brotteaux)
| Candidat       | Candidat             | Parti          | Premier tour | Premier tour | Second tour | Second tour |  |
| Candidat       | Candidat             | Parti          | Voix         | %            | Voix        | %           |  |
| -------------- | -------------------- | -------------- | ------------ | ------------ | ----------- | ----------- |  |
|                | Roger Fenech sortant | UDF (CDS)      | 17 968       | 47,22        | 19 870      | 47,61       |  |
|                | Gérard Collomb élu   | PS             | 15 293       | 40,19        | 21 862      | 52,39       |  |
|                | Jacques Rey          | PCF            | 3 428        | 9,01         |             |             |  |
|                | Jacques Fuchs        | PSU            | 992          | 2,61         |             |             |  |
|                | André Sorba          | LO             | 371          | 0,97         |             |             |  |
|                | F. Lilliano          | PFN            | 1            | 0,00         |             |             |  |
|                |                      |                |              |              |             |             |  |
| Inscrits       | Inscrits             | Inscrits       | 59 477       | 100,00       | 59 477      | 100,00      |  |
| Abstentions    | Abstentions          | Abstentions    | 21 028       | 35,35        | 17 361      | 29,19       |  |
| Votants        | Votants              | Votants        | 38 449       | 64,65        | 42 116      | 70,81       |  |
| Blancs et nuls | Blancs et nuls       | Blancs et nuls | 396          | 1,03         | 384         | 0,91        |  |
| Exprimés       | Exprimés             | Exprimés       | 38 053       | 98,97        | 41 732      | 99,09       |  |

#### Troisième circonscription (Lyon, La Croix-Rousse - Les Terreaux)
| Candidat       | Candidat                  | Parti          | Premier tour | Premier tour | Second tour | Second tour |  |
| Candidat       | Candidat                  | Parti          | Voix         | %            | Voix        | %           |  |
| -------------- | ------------------------- | -------------- | ------------ | ------------ | ----------- | ----------- |  |
|                | Michel Noir sortant réélu | RPR (UNM)      | 11 305       | 48,76        | 13 934      | 56,59       |  |
|                | Pierre Laréal             | PS             | 7 428        | 32,04        | 10 687      | 43,41       |  |
|                | Yves Fournel              | PCF            | 1 715        | 7,40         |             |             |  |
|                | Patrick Van Haecke        | Divers droite  | 1 360        | 5,87         |             |             |  |
|                | Raymond Lecerf            | MÉP            | 667          | 2,88         |             |             |  |
|                | Jean Chabert              | PSU            | 446          | 1,92         |             |             |  |
|                | Daniel-Louis Burdeyron    | FN             | 193          | 0,83         |             |             |  |
|                | Brigitte Ghisoni          | CCA            | 73           | 0,31         |             |             |  |
|                |                           |                |              |              |             |             |  |
| Inscrits       | Inscrits                  | Inscrits       | 37 046       | 100,00       | 37 046      | 100,00      |  |
| Abstentions    | Abstentions               | Abstentions    | 13 705       | 36,99        | 12 205      | 32,95       |  |
| Votants        | Votants                   | Votants        | 23 341       | 63,01        | 24 841      | 67,05       |  |
| Blancs et nuls | Blancs et nuls            | Blancs et nuls | 154          | 0,66         | 220         | 0,89        |  |
| Exprimés       | Exprimés                  | Exprimés       | 23 187       | 99,34        | 24 621      | 99,11       |  |

#### Quatrième circonscription (Lyon, Bellecombe - La Part-Dieu)
|                | Raymond Barre élu  | app. UDF       | 22 507 | 61,68  |  |  |  |
|                | Paul Vincent       | PS             | 10 556 | 28,93  |  |  |  |
|                | Jean-Pierre Le Men | PCF            | 2 232  | 6,12   |  |  |  |
|                | Jacques Ducos      | MRG            | 1 186  | 3,25   |  |  |  |
|                | Henri Sinibardy    | PFN            | 6      | 0,02   |  |  |  |
|                |                    |                |        |        |  |  |  |
| Inscrits       | Inscrits           | Inscrits       | 57 479 | 100,00 |  |  |  |
| Abstentions    | Abstentions        | Abstentions    | 20 556 | 35,76  |  |  |  |
| Votants        | Votants            | Votants        | 36 923 | 64,24  |  |  |  |
| Blancs et nuls | Blancs et nuls     | Blancs et nuls | 436    | 1,18   |  |  |  |
| Exprimés       | Exprimés           | Exprimés       | 36 487 | 98,82  |  |  |  |

#### Cinquième circonscription (Lyon, La Guillotière - Gerland)
|                | Pierre-Bernard Cousté sortant réélu | RPR (UNM)      | 13 498 | 55,42  |  |  |  |
|                | Louis Charbon                       | PS             | 8 046  | 33,03  |  |  |  |
|                | Fernand Gelin                       | PCF            | 1 998  | 8,20   |  |  |  |
|                | Gérard Faussurier                   | PFN            | 815    | 3,35   |  |  |  |
|                |                                     |                |        |        |  |  |  |
| Inscrits       | Inscrits                            | Inscrits       | 38 926 | 100,00 |  |  |  |
| Abstentions    | Abstentions                         | Abstentions    | 14 363 | 36,9   |  |  |  |
| Votants        | Votants                             | Votants        | 24 563 | 63,1   |  |  |  |
| Blancs et nuls | Blancs et nuls                      | Blancs et nuls | 206    | 0,84   |  |  |  |
| Exprimés       | Exprimés                            | Exprimés       | 24 357 | 99,16  |  |  |  |

#### Sixième circonscription (Villeurbanne)
|                | Charles Hernu sortant réélu | PS                | 19 172 | 52,38  |  |  |  |
|                | Raymond Bardy               | UDF (MDSF)        | 7 067  | 19,31  |  |  |  |
|                | Bruno Scandolara            | PCF               | 4 896  | 13,38  |  |  |  |
|                | Jean Brière                 | Divers écologiste | 2 376  | 6,49   |  |  |  |
|                | Gérard Gamand               | RPR (UNM)         | 2 011  | 5,49   |  |  |  |
|                | Gilbert Veyron              | PSU               | 573    | 1,57   |  |  |  |
|                | Marc Grosso                 | LO                | 351    | 0,96   |  |  |  |
|                | B. Bossard                  | LCR               | 159    | 0,43   |  |  |  |
|                |                             |                   |        |        |  |  |  |
| Inscrits       | Inscrits                    | Inscrits          | 62 531 | 100,00 |  |  |  |
| Abstentions    | Abstentions                 | Abstentions       | 24 139 | 38,6   |  |  |  |
| Votants        | Votants                     | Votants           | 38 392 | 61,4   |  |  |  |
| Blancs et nuls | Blancs et nuls              | Blancs et nuls    | 1 787  | 4,65   |  |  |  |
| Exprimés       | Exprimés                    | Exprimés          | 36 605 | 95,35  |  |  |  |

#### Septième circonscription (Rillieux-la-Pape)
| Candidat       | Candidat              | Parti          | Premier tour | Premier tour | Second tour | Second tour |  |
| Candidat       | Candidat              | Parti          | Voix         | %            | Voix        | %           |  |
| -------------- | --------------------- | -------------- | ------------ | ------------ | ----------- | ----------- |  |
|                | Jean Rigaud élu       | UDF (AD)       | 25 797       | 40,87        | 36 186      | 52,82       |  |
|                | Gérard Lindeperg      | PS             | 23 295       | 36,91        | 32 317      | 47,18       |  |
|                | Nicole Pasquier       | Divers droite  | 7 985        | 12,65        |             |             |  |
|                | Katherine Legay       | PCF            | 3 980        | 6,31         |             |             |  |
|                | Michèle Duby          | PSU            | 1 008        | 1,60         |             |             |  |
|                | Richard Pichon        | MDD            | 535          | 0,85         |             |             |  |
|                | Jean-Michel Hernandez | LO             | 516          | 0,82         |             |             |  |
|                |                       |                |              |              |             |             |  |
| Inscrits       | Inscrits              | Inscrits       | 94 286       | 100,00       | 94 171      | 100,00      |  |
| Abstentions    | Abstentions           | Abstentions    | 30 541       | 32,39        | 24 899      | 26,44       |  |
| Votants        | Votants               | Votants        | 63 745       | 67,61        | 69 272      | 73,56       |  |
| Blancs et nuls | Blancs et nuls        | Blancs et nuls | 629          | 0,99         | 769         | 1,11        |  |
| Exprimés       | Exprimés              | Exprimés       | 63 116       | 99,01        | 68 503      | 98,89       |  |

#### Huitième circonscription (Givors)
|                | Emmanuel Hamel sortant réélu | UDF (PR)       | 31 374 | 52,99  |  |  |  |
|                | Gabriel Montcharmont         | PS             | 16 938 | 28,61  |  |  |  |
|                | Camille Vallin               | PCF            | 8 787  | 14,84  |  |  |  |
|                | Jean-Loup Fleuret            | MÉP            | 2 109  | 3,56   |  |  |  |
|                |                              |                |        |        |  |  |  |
| Inscrits       | Inscrits                     | Inscrits       | 80 956 | 100,00 |  |  |  |
| Abstentions    | Abstentions                  | Abstentions    | 21 309 | 26,32  |  |  |  |
| Votants        | Votants                      | Votants        | 59 647 | 73,68  |  |  |  |
| Blancs et nuls | Blancs et nuls               | Blancs et nuls | 439    | 0,74   |  |  |  |
| Exprimés       | Exprimés                     | Exprimés       | 59 208 | 99,26  |  |  |  |

#### Neuvième circonscription (Tarare)
|                | Alain Mayoud sortant réélu | UDF (PR)       | 19 924 | 57,73  |  |  |  |
|                | Georges Vinson             | MRG            | 5 636  | 16,33  |  |  |  |
|                | Robert Malatray            | PS             | 5 493  | 15,92  |  |  |  |
|                | Henri Papot                | PCF            | 2 233  | 6,47   |  |  |  |
|                | Roger Masson               | MÉP            | 977    | 2,83   |  |  |  |
|                | Didier Guthmann            | LO             | 250    | 0,72   |  |  |  |
|                |                            |                |        |        |  |  |  |
| Inscrits       | Inscrits                   | Inscrits       | 47 154 | 100,00 |  |  |  |
| Abstentions    | Abstentions                | Abstentions    | 12 295 | 26,07  |  |  |  |
| Votants        | Votants                    | Votants        | 34 859 | 73,93  |  |  |  |
| Blancs et nuls | Blancs et nuls             | Blancs et nuls | 346    | 0,99   |  |  |  |
| Exprimés       | Exprimés                   | Exprimés       | 34 513 | 99,01  |  |  |  |

#### Dixième circonscription (Villefranche-sur-Saône)
|                | Francisque Perrut sortant réélu | UDF (PR)       | 21 354 | 51,93  |  |  |  |
|                | Paul Bacot                      | PS             | 13 839 | 33,66  |  |  |  |
|                | Éléanor Dargaud                 | PCF            | 3 839  | 9,34   |  |  |  |
|                | Jean-Paul Sirieix               | MÉP            | 1 453  | 3,53   |  |  |  |
|                | Evelyne Couzon                  | LO             | 633    | 1,54   |  |  |  |
|                |                                 |                |        |        |  |  |  |
| Inscrits       | Inscrits                        | Inscrits       | 61 856 | 100,00 |  |  |  |
| Abstentions    | Abstentions                     | Abstentions    | 20 274 | 32,78  |  |  |  |
| Votants        | Votants                         | Votants        | 41 582 | 67,22  |  |  |  |
| Blancs et nuls | Blancs et nuls                  | Blancs et nuls | 464    | 1,12   |  |  |  |
| Exprimés       | Exprimés                        | Exprimés       | 41 118 | 98,88  |  |  |  |

#### Onzième circonscription (Vénissieux)
| Candidat       | Candidat                  | Parti          | Premier tour | Premier tour | Second tour | Second tour |  |
| Candidat       | Candidat                  | Parti          | Voix         | %            | Voix        | %           |  |
| -------------- | ------------------------- | -------------- | ------------ | ------------ | ----------- | ----------- |  |
|                | Marie-Josèphe Sublet élue | PS             | 21 561       | 39,22        | 38 665      | 70,91       |  |
|                | Marcel Houël sortant      | PCF            | 17 766       | 32,31        | Retrait     | Retrait     |  |
|                | Claude Debray             | RPR (UNM)      | 12 749       | 23,19        | 15 859      | 29,09       |  |
|                | Danièle Galvain           | MÉP            | 1 838        | 3,34         |             |             |  |
|                | Jacques Lacaille          | LO             | 549          | 1,00         |             |             |  |
|                | Élisabeth Meynand         | Divers gauche  | 275          | 0,50         |             |             |  |
|                | Alain Martinez            | Divers gauche  | 243          | 0,44         |             |             |  |
|                |                           |                |              |              |             |             |  |
| Inscrits       | Inscrits                  | Inscrits       | 86 694       | 100,00       | 86 694      | 100,00      |  |
| Abstentions    | Abstentions               | Abstentions    | 31 047       | 35,81        | 30 550      | 35,24       |  |
| Votants        | Votants                   | Votants        | 55 647       | 64,19        | 56 144      | 64,76       |  |
| Blancs et nuls | Blancs et nuls            | Blancs et nuls | 666          | 1,2          | 1 620       | 2,89        |  |
| Exprimés       | Exprimés                  | Exprimés       | 54 981       | 98,8         | 54 524      | 97,11       |  |

#### Douzième circonscription (Francheville)
| Candidat       | Candidat               | Parti          | Premier tour | Premier tour | Second tour | Second tour |  |
| Candidat       | Candidat               | Parti          | Voix         | %            | Voix        | %           |  |
| -------------- | ---------------------- | -------------- | ------------ | ------------ | ----------- | ----------- |  |
|                | Xavier Hamelin sortant | RPR (UNM)      | 26 127       | 47,26        | 29 171      | 49,10       |  |
|                | Roland Bernard élu     | PS             | 20 244       | 36,62        | 30 244      | 50,90       |  |
|                | Jean-Marie Mick        | PCF            | 7 081        | 12,81        |             |             |  |
|                | Alain Pantazian        | PSU            | 1 311        | 2,37         |             |             |  |
|                | Françoise Coulas       | LO             | 514          | 0,93         |             |             |  |
|                | J. Rassat              | PFN            | 1            | 0            |             |             |  |
|                |                        |                |              |              |             |             |  |
| Inscrits       | Inscrits               | Inscrits       | 79 759       | 100,00       | 79 760      | 100,00      |  |
| Abstentions    | Abstentions            | Abstentions    | 23 960       | 30,04        | 19 675      | 24,67       |  |
| Votants        | Votants                | Votants        | 55 799       | 69,96        | 60 085      | 75,33       |  |
| Blancs et nuls | Blancs et nuls         | Blancs et nuls | 521          | 0,93         | 670         | 1,12        |  |
| Exprimés       | Exprimés               | Exprimés       | 55 278       | 99,07        | 59 415      | 98,88       |  |

#### Treizième circonscription (Vaulx-en-Velin)
| Candidat       | Candidat                   | Parti          | Premier tour | Premier tour | Second tour | Second tour |  |
| Candidat       | Candidat                   | Parti          | Voix         | %            | Voix        | %           |  |
| -------------- | -------------------------- | -------------- | ------------ | ------------ | ----------- | ----------- |  |
|                | Jean Poperen sortant réélu | PS             | 23 616       | 47,50        | 34 471      | 66,16       |  |
|                | Jean-Marc Barthez          | RPR (UNM)      | 15 180       | 30,53        | 17 634      | 33,84       |  |
|                | Jean Capiévic              | PCF            | 8 733        | 17,57        |             |             |  |
|                | Monique Seignobosc         | PSU            | 1 052        | 2,12         |             |             |  |
|                | Georges Mestres            | LO             | 522          | 1,05         |             |             |  |
|                | Jacques Benoit             | Divers droite  | 479          | 0,96         |             |             |  |
|                | Gilbert Dumas              | CCA            | 132          | 0,27         |             |             |  |
|                |                            |                |              |              |             |             |  |
| Inscrits       | Inscrits                   | Inscrits       | 81 254       | 100,00       | 81 253      | 100,00      |  |
| Abstentions    | Abstentions                | Abstentions    | 30 835       | 37,95        | 28 166      | 34,66       |  |
| Votants        | Votants                    | Votants        | 50 419       | 62,05        | 53 087      | 65,34       |  |
| Blancs et nuls | Blancs et nuls             | Blancs et nuls | 705          | 1,4          | 982         | 1,85        |  |
| Exprimés       | Exprimés                   | Exprimés       | 49 714       | 98,6         | 52 105      | 98,15       |  |